# Vol China Southwest Airlines 4509
Le vol China Southwest Airlines 4509 était un vol intérieur régulier de China Southwest Airlines, reliant l'aéroport international de Chengdu-Shuangliu, dans la province du Sichuan, à l'aéroport international de Wenzhou-Longwan, dans la province du Zhejiang. 
Le 24 février 1999, le Tupolev Tu-154 effectuant le vol s'est écrasé lors de la phase d'approche sur l'aéroport de Wenzhou, tuant les 61 passagers et membres d'équipage à bord.
Cette catastrophe ainsi que celle du vol China Northwest Airlines 2303 ont contribué à la décision de retirer du service tous les Tupolev Tu-154 en service dans les compagnies aériennes chinoises le 30 octobre 2002.

## Avion et équipage
L'appareil impliqué est un Tupolev Tu-154M, construit en 1990. Il a été livré à l'Administration de l'aviation civile de Chine (CAAC) en avril de la même année et a été immatriculé sous le numéro B-2622.
L'équipage de conduite était composé du commandant de bord Yao Fuchen, du copilote Xue Mao, du navigateur Lan Zhangfeng et de l'ingénieur de vol Guo Shuming. Il y avait également 7 agents de bord dans la cabine.

## Accident
L'équipage préparait l'avion pour atterrir à l'aéroport de Wenzhou. Les volets ont été déployés à 3300 pieds (1000 m), mais quelques secondes plus tard, le nez de l'avion s'est abaissé brusquement, l'appareil s'est alors désintégré en plein vol, puis s'est écrasé dans un champ et a explosé à l'impact. 
Des témoins ont vu l'avion plonger dans le sol à une altitude de 2 300 pieds (700 m) et exploser au sol. Les 61 personnes à bord ont toute été tuées sur le coup ; plusieurs personnes au sol ont également été blessées par la chute des débris de l'appareil.

## Causes
L'enquête révèle que des contre-écrous autobloquants non-conformes avaient été installés dans l'empennage horizontal, ce que les équipes de maintenance n'ont pas remarqué. Ceux-ci se sont détachés pendant le vol, rendant impossible le contrôle du tangage de l'appareil, provoquant l'accident.